# Symphonie no 2 de Farrenc
Pour les articles homonymes, voir Symphonie no 2.
La Symphonie no 2 en ré majeur, opus 35, est une œuvre de Louise Farrenc, la deuxième des trois symphonies qu'elle a composées.

## Histoire
Cette symphonie de Farrenc est écrite en 1845, quatre ans après sa Symphonie en ut mineur, op. 32 (1841). Le manuscrit autographe est précisément daté « décembre 1845 ».
Elle est créée à Paris quelques mois plus tard, le 3 mai 1846, à la salle du Conservatoire, sous la direction de Théophile Tilmant,.

## Instrumentation
Elle est écrite pour orchestre symphonique :
| Instrumentation de la 2e symphonie de Louise Farrenc                 |
| Bois                                                                 |
| 2 flûtes, 2 hautbois, 2 clarinettes, 2 bassons                       |
| Cuivres                                                              |
| 2 cors, 2 trompettes                                                 |
| Percussions                                                          |
| 2 timbales                                                           |
| Cordes                                                               |
| premiers violons, seconds violons, altos, violoncelles, contrebasses |

## Structure
La Symphonie, d'une durée moyenne d'exécution de trente-quatre minutes environ, est composée de quatre mouvements :
1. Andante — Allegro : « au lent prélude introductif [...] succède un Allegro énergique et vigoureusement rythmé, traversé d'un motif secondaire surgissant aux vents[3] » ;
2. Andante : mouvement à l'élégance « toute mozartienne, le délicieux Andante, gracieux et chantant, séduisit le public de l'époque par l'intéressant canon entre hautbois et basson qui conduit à la conclusion[3] » ;
3. Scherzo. Vivace : qui est un scherzo « à la manière de Mendelssohn[3] » ;
4. Andante — Allegro : précédé d'une courte introduction lente, le finale, vif, « apporte une touche finale chaleureuse et passionnée[3] ».

## Réception
La critique de l'époque est plutôt élogieuse. Christian Rémy écrit ainsi dans l'Étoile : « Mme Farrenc est, à notre avis, un compositeur de talent ; jamais femme n'a poussé plus loin la science de l'instrumentation, ses dessins d'orchestre sont corrects en tous points ; avec peu de bruit, elle produit de beaux effets, à la façon des grands maîtres. Tout ce qui ressort de l'imagination est du domaine des femmes ; Mme Farrenc a semé dans son œuvre une richesse de mélodie peu commune. Sa symphonie a obtenu un succès d'enthousiasme ».
Dans La Presse du 13 mai 1846 on peut également lire : « La nouvelle symphonie que Mme Farrenc a fait exécuter dans le concert qu'elle a donné, dimanche dernier, au Conservatoire, a obtenu le plus grand succès et mérite d'être classée au premier rang parmi les ouvrages de ce genre ; on y a admiré la science profonde, la parfaite entente de l'instrumentation, le charme et l'originalité des idées. Le talent de Mme Farrenc dans le genre de composition le plus difficile sera désormais une des gloires de l'école française ».

## Discographie
- Louise Farrenc : Les 3 Symphonies, par l'Orchestre de Bretagne sous la direction de Stefan Sanderling, Pierre Verany PV700030, 2001.
- Louise Farrenc : Symphonie no 2 - Overtures 1 & 2, par l'Orchestre philharmonique de la NDR sous la direction de Johannes Goritzki, CPO 999 820-2, 2004.
- Louise Farrenc : Symphonies Nos 2 and 3, par les Solistes Européens, Luxembourg, dirigés par Christoph König, Naxos 8.573706, 2018[9],[10].
- Louise Farrenc, Symphonies 1-3, Overtures in E minor-E flat, Insula orchestra, Laurence Equilbey (dir.), Erato, 2023[11].

### Monographies
- Catherine Legras, Louise Farrenc, compositrice du XIXe siècle : Musique au féminin, Paris/Budapest/Torino, L'Harmattan, coll. « Univers musical », 2003, 225 p. (ISBN 2-7475-5021-4).